# Begonia gueritziana
Begonia gueritziana là một loài thực vật có hoa trong họ Thu hải đường. Loài này được Gibbs mô tả khoa học đầu tiên năm 1914.